# Sóc chuột Durango
Sóc chuột Durango (Neotamias durangae) là một loài động vật có vú trong họ Sóc, bộ Gặm nhấm. Loài này được J. A. Allen mô tả năm 1903. Chúng là loài đặc hữu của México.